# Sydney International 2019
Das Sydney International 2019 war ein Tennisturnier der WTA Tour 2019 für Damen sowie ein Tennisturniers der ATP Tour 2019 für Herren, welche zeitgleich vom 7. bis 12. Januar 2019 in Sydney stattfanden.

## Herrenturnier
→ Qualifikation: Sydney International 2019/Herren/Qualifikation

## Damenturnier
→ Qualifikation: Sydney International 2019/Damen/Qualifikation